# Grands Jours de Poitiers
 (janvier 2021).
Les Grands Jours de Poitiers (1634-1635) sont des Grands Jours, c'est-à-dire des sessions extraordinaires de justice, qui ont eu lieu à Poitiers en 1634 et en 1635 à l'instigation de Louis XIII qui voulait ainsi faire voir la puissance de la justice souveraine afin de susciter des réflexes d'obéissance. 
Sous l'Ancien Régime, les Grands Jours étaient des sessions extraordinaires tenues par les parlements en dehors de leur siège ordinaire, dans des villes secondaires éloignées de celui-ci afin d'offrir un recours accessible aux justiciables et de réprimer les abus, spécialement après des périodes de troubles. Ils sont apparus vers le milieu du XVe siècle.
Présidés par un Commissaire du roi et composés de magistrats professionnels comme des maîtres de requête, des conseillers ou des greffiers, ils viennent tous de provinces autres que la province où se déroulent les Grands Jours. Ils sont munis d'une commission royale pour aller juger sur place dans une province du royaume, loin du centre politique. La procédure est souvent utilisée aux XVe et XVIe siècles. C'est une pratique judiciaire conçue comme un parallèle et un compliment aux commissions des maîtres de requêtes, représentants directs du souverain. Les Grands Jours permettent également de tester les résistances provinciales à l'ordre royal, d'analyser la hiérarchisation des délits. C'est par la justice que le pouvoir affirme son emprise sur le territoire du royaume.

## La lente mise en place des Grands Jours de Poitiers
Louis le Juste trouvait en cette occasion le moyen de justifier pleinement de son surnom auquel il tenait tant. Lors de la déclaration de février 1634, Louis XIII annonçait les grands jours Poitevins, leur but étant clairement défini : il s'agissait de « faire voir » la puissance de la justice souveraine afin de susciter des réflexes d'obéissance. 

### Pourquoi Poitiers?
Capitale poitevine, avec Clermont, Poitiers est accoutumée à ce type de procédure judiciaire : Grands jours en 1454, 1519, 1531, 1541, 1567 et 1579. Au milieu du XVIIe siècle, le Poitou est un territoire prospère et paisible, présenté comme une des plus belles et plus grandes provinces de France. C'est aussi un territoire éloigné des grandes villes parlementaires comme Paris, Rennes ou Bordeaux, et qui est donc dépourvu d'un réseau suffisamment dense d'officiers royaux.
Malgré cette présentation de paysage prospère il y a des témoignages de violences, de vols, d'assassinats... commis par les habitants du Poitou, du Limousin et de l'Angoumois. Ceci est le cas dans beaucoup d'autres provinces mais le problème particulier en Poitou est un problème de religion, le Poitou ayant été grandement influencé par le calvinisme : les Huguenots (selon l'appellation donnée par leurs ennemis aux protestants français) se sont emparés de Poitiers en 1562 et ils ont mis le feu dans plusieurs églises. C'est un vaste espace, difficilement contrôlable.

### Préparatifs des Grands Jours
La cour des Grands Jours se constituait de commissaires qui recevaient un ordre de mission émanant directement du roi ; c'était un parlement de réduction avec un président (Pierre Séguier), d'un maître de requêtes (François de Villemontée), de 16 conseillers, d'un avocat et d'un substitut du procureur général dont le rôle était de faire entendre la voix du roi, Omer Talon. L'ouverture de la session était prévue pour juillet 1634 et la clôture pour décembre, entre deux sessions du parlement parisien.
Le 2 juin, une commission royal donnée à Fontainebleau désignait les membres des Grands Jours de Poitiers.
Entre l'annonce des Grands Jours en janvier et leur mise en œuvre concrète en septembre, neuf mois se sont écoulés. Ceci n'est pas sans importance, car pendant tout ce temps les effectifs d'annonce ont été multipliés et beaucoup d'accusés ont eu la possibilité de fuir ou de se cacher.

### Septembre 1634
La longue et solennelle cérémonie qui marque l'arrivée des hommes en robe rouge à Poitiers se déroule de bonne heure le vendredi premier septembre. Après une arrivée marquée dans la ville, le maire prononce un discours aux magistrats pour leur souhaiter la bienvenue au nom de tous les habitants. Cette journée se conclut par un dîner offert aux membres.
Le second acte a lieu le lundi 5 septembre. Il s'agit d'une cérémonie double : judiciaire et religieuse, associant le jugement des hommes à celui de Dieu. Une messe est d'abord célébrée dans la salle du palais de justice. Après la messe les prévôts des maréchaux doivent faire parvenir au plus vite à la cour leurs procès verbaux et leurs rapports concernant les rébellions et informer aussi de tous les délits qui doivent être poursuivis.
Le mercredi 7 septembre une nouvelle cérémonie vient compléter le rituel inaugural pour mieux l'intégrer dans un espace et un temps associant le tribunal des hommes et le jugement de Dieu. Il s'agit en quelque sorte de mettre la ville sous protection divine et donner aux grands jours un aspect particulier. Le maire rappelle à ce moment que ce jour-là, veille de la nativité de Notre-Dame, doit se faire une procession autour des murs de la ville : les juges parisiens y sont invités.
Le 11 septembre est le premier jour des plaidoiries : début effectif des grands jours. Discours prononcé par Omer Talon s'agit de provoquer[pas clair] la dénonciation des coupables. Tous les baillis et les juges doivent sur les places et marchés inviter chacun à informer la cour des délits à sa connaissance. Les curés et les vicaires doivent inciter toute personne qui aurait des plaintes et des doléances à venir à la cour. Les curés sont aussi requis de faire connaître au plus vite les révélations qui leur auraient été faites au substitut du procureur général du roi.

## Déroulement

### La distribution des rôles
Il était nécessaire pour les magistrats locaux d'obtenir un droit de participation aux séances. Leur place était sur deux bancs le long du barreau. Pour eux le problème est de se retrouver dévalué et de voir leur réputation et leur autorité durablement entamées. 

### Les stades des procès
Les registres civils et les registres criminels sont les deux principaux documents qui ont conservé l'essentiel des événements. Il existe un corpus de 309 affaires, mais ces affaires ne sont pas complètes. 
- Premier stade d'un procès : l'information = Accusation privée ou plainte d'un « demandeur et accusateur » adressée au juge. Le juge décide alors d'ouvrir ou non un procès.
- Deuxième stade : s'il n'y a pas abandon de la partie civile ou cessation de toute poursuite, il y a établissement du corpus du délit : rechercher la preuve des faits pour qu'il puisse y avoir incrimination puis jugement. Cette phase se divise en plusieurs moments, déplacement du juge sur le lieu des faits, constatation du forfait et quête d'indices, constitution de procès verbaux, expertises (ex : avis du médecin après l’examen d'un corps) et confrontation avec les témoins.
- Troisième stade : assignation à comparaître des coupables. Cette assignation pouvait revêtir la forme d'un décret de prise de corps, exécuté par des huissiers, des sergents ou des archers.
- Quatrième stade : mise en accusation et premier interrogatoire, suivis d'une confrontation avec les témoins.

À ce stade, pour obtenir des aveux il pouvait y avoir utilisation de torture (extension, eau, brodequins, menottes).
Le procès, suivi du jugement, n'était pas le dernier moment de la procédure. 
Le jugement pouvait entraîner un appel qui conduisait l'accusé jusqu'à la chambre criminelle du parlement, voire au conseil du roi. 
Après la plaidoirie de l'avocat et l'intervention du procureur général du roi qui reprenait l'exposé des faits insistant sur la culpabilité ou non de l'accusé, c'est à cette étape qu'intervient l'avocat général et que la sentence prononcée devient définitive.
La session des Grands Jours de Poitiers s'achève [Quand ?]. Elle est trop courte pour que les juges parisiens mènent chaque procès à son terme. Mais ils espèrent avoir donné un bon exemple et incité les juges locaux à accélérer leurs enquêtes.

### Les affaires criminelles traitées
- Désordre dans les familles (viols, violences dans le couple...)
- Meurtres (avec mort certaine)
- Abus seigneuriaux
- Violences contre des représentants de l'autorité royale
- « Assassinats » non suivis nécessairement de mort
- Violences contre l'Église
- Vols
- Violences liés aux soldats
- Fausse monnaie
- Injures/blasphèmes
- Violences contre l'autorité seigneuriale

Trois types de violences que les hommes du roi ont réprimé en priorité : 
- Meurtres : violences contre des personnes ayant entraîné la mort ou ayant voulu la provoquer. Plus de 13 % des affaires concernent explicitement des meurtres, mais ceci est facilement extensible en raison des imprécisions du registre. La sévérité du jugement des magistrats face au crime de sang apparaît très sélective. Pour l'assassinat d'un officier de justice, la cour se montre impitoyable : peine de mort. Inversement, pour l'assassinat d'un homme dont ni le statut social ni les activités ne sont précisés, la cour condamne l'accusé à neuf ans de galères et 200 livres de réparation. Dans leur jugement les magistrats semblent aussi se montrer attentifs au statut social des accusés.

- Violences au sein de la famille : plus de 14 % des cas retranscrits dans le registre criminel concernent des affaires qui mettent en jeu la cohésion de la famille et des couples. Dans cette catégorie il y a les rapts, les viols, les violences (le père ou le fils qui battent la mère), les « recels de grossesse » et les accusations d'adultère.

- Désordres provoqués par des seigneurs agressifs et turbulents : l'indiscipline et la brutalité des mauvaises sires compte pour plus de 12 % des affaires traitées. Certains abritaient derrière les hauts murs de leurs châteaux des criminels poursuivis par la justice.

L'importance des violences contre l’Église (le curé, les biens appartenant au clergé ou les dîmes) peut surprendre. Il s'agit en fait d'oppositions entre les communautés protestante et catholique. 
Dans leur travail judiciaire, notamment en ce qui concerne la noblesse, les juges des grands jours ont clairement manifesté une volonté de corriger les distinctions, les inégalités entre les ordres et les rangs. 

## L'intervention de la religion dans les Grands Jours et ses conséquences politiques
L’œuvre de justice et de la législation la plus forte fut celle qui visait à renforcer le pouvoir et l'autorité de l'Église dans le cadre de la réforme catholique. Les juges parisiens apparurent dès les premiers jours de la session poitevine comme défenseurs de l'ordre de Dieu. Dans une grande mesure cet ordre se confondait avec celui du roi.
Le fonctionnement des grands jours illustre la solidarité et l'alliance des structures religieuse et étatique, indissoluble union du temporel et du spirituel au service du grand œuvre de réforme : plusieurs arrêtés décidaient de la formation de commissions de contrôle pour inspecter les paroisses suspectes, elles devaient être composées à parts égales d'officiers et de clercs désignés par l’évêque.
L'action et le discours des magistrats à Poitiers est un bon révélateur de la politique du pouvoir royal à l'égard des protestants. La capitale poitevine commandait un territoire dont une partie, à l'ouest comportait une forte minorité huguenote : l'une des raisons de la mise en place des grands jours dans cette région fut motivée justement par les plaintes multipliées contre les « abus » des seigneurs ou des communautés appartenant à la RPR (religion prétendue réformée).
La chronologie des arrêts montre que le problème huguenot devient au fil des semaines, la préoccupation dominante des juges. Les grands jours sont devenus machine de guerre contre les huguenots, il y a une collaboration certaine entre les juges locaux et ceux de Paris, à propos des affaires religieuses.

## Les points de vue de Richelieu et Omer Talon sur les Grands Jours de Poitiers
Dans les mémoires d'Omer Talon on peut retrouver son bilan des Grands Jours. Sur son expérience, l'avocat général porte un jugement entièrement négatif. Ils lui sont vite apparus comme un simulacre de justice : leur cérémonial, leur fonctionnement lui ont montré que si la justice du roi est redoutable en théorie, elle est vite désarmée sur le terrain. Pour lui, les raisons de cet échec sont multiples : la brièveté de la session, le déroulement même de la session a multiplié les difficultés et les obstacles.
La critique d'Omer Talon contraste quelque peu avec la relation établie dans les Mémoires de Richelieu sur le même événement. À la différence d'Omer Talon, le cardinal-ministre s'intéresse essentiellement à la politique anti-huguenote menée par les magistrats et ne prend en compte qu'une partie des événements.
En professionnel de la justice, Omer Talon porte un regard sur l'efficacité réelle des Grands Jours et, constatant l'inapplication de la loi, son jugement ne peut être que négatif ; au contraire,  en interprète de la souveraineté et de la majesté du roi Richelieu ne retient que l'effet immédiat et spectaculaire d'une démonstration de puissance.